# مستوى الكتروني
مستوى الكتروني(بالإنجليزي: Electronic state) هو مستوى كمي للنظام المؤلف من الإلكترونات الموجودة عادة في الروابط الكيميائية أو المدارات للبلورة أو الجزيئات .
يسمى المستوى ذو أدنى طاقة بالمستوى الأرضي والمستويات ذات أعلى طاقة تسمى مستويات الإثارة .